# غواص بزرگ شمالی

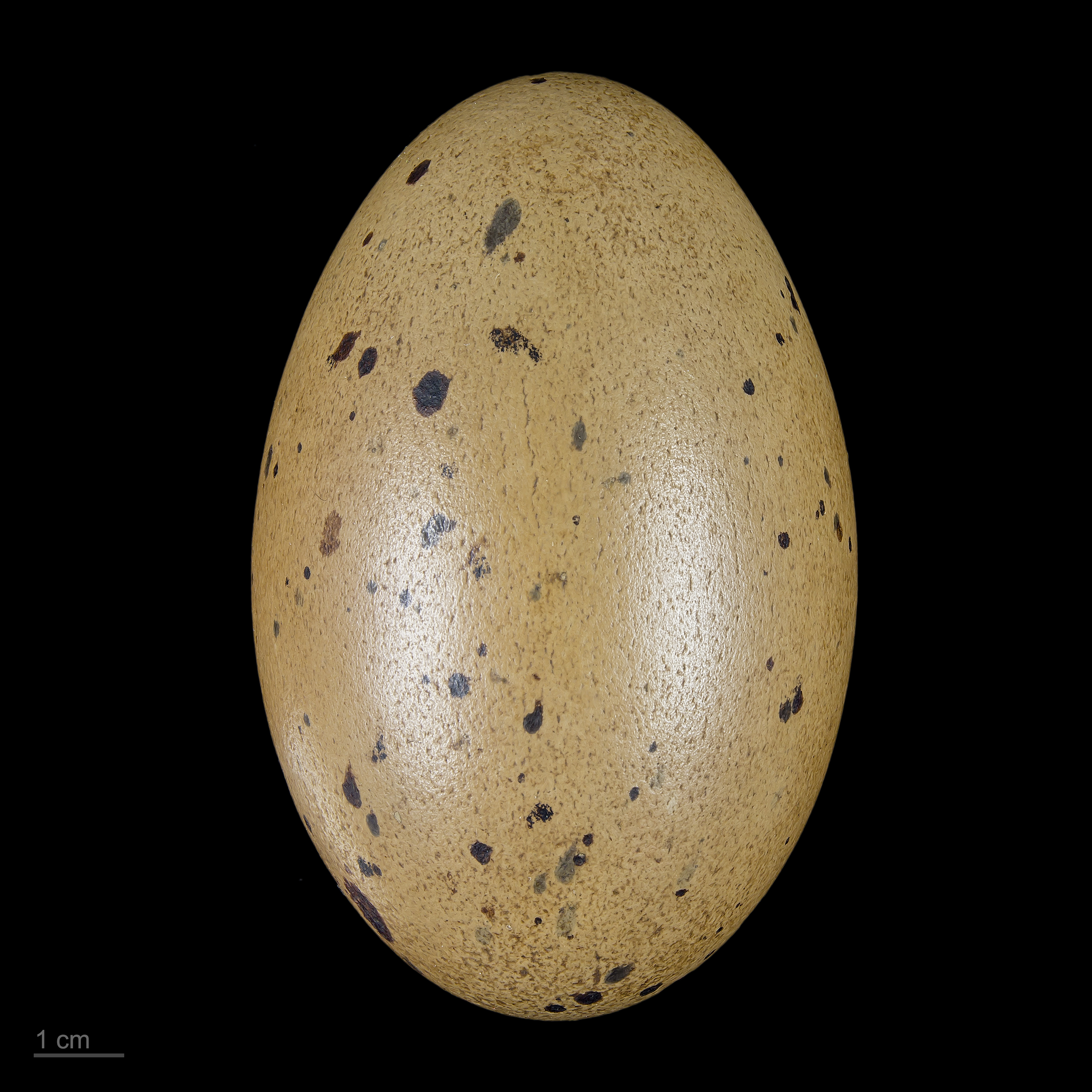
Gavia immer

غواص بزرگ شمالی یا شیرجه‌رو بزرگ شمالی (نام علمی: Gavia immer) نام یک گونه از سرده غواصان است.